# Muscle intercostal intime
Les muscles intercostaux intimes sont des muscles pairs du thorax situés entre les côtes. 

## Description
Les muscles intercostaux intimes sont onze muscles fins et plats qui forment la couche la plus profonde des muscles intercostaux.
Ils sont situés dans la partie moyenne des espaces intercostaux.

## Origine
Les muscles intercostaux intimes naissent de la lèvre interne des sillons costaux.

## Trajet
Les fibres musculaires sont obliques en bas et en arrière et s'étendent de l'angle costal à 6 cm du bord du sternum.
Les muscles intercostaux intimes sont séparés des muscles intercostaux internes par une lame celluleuse répondant au sillon costal et contenant le paquet vasculo-nerveux intercostal.

## Insertion
Les muscles intercostaux intimes se terminent sur la face interne de la côte sous-jacente

## Fonction
Les muscles intercostaux intimes sont des muscle expirateurs.

## Galerie

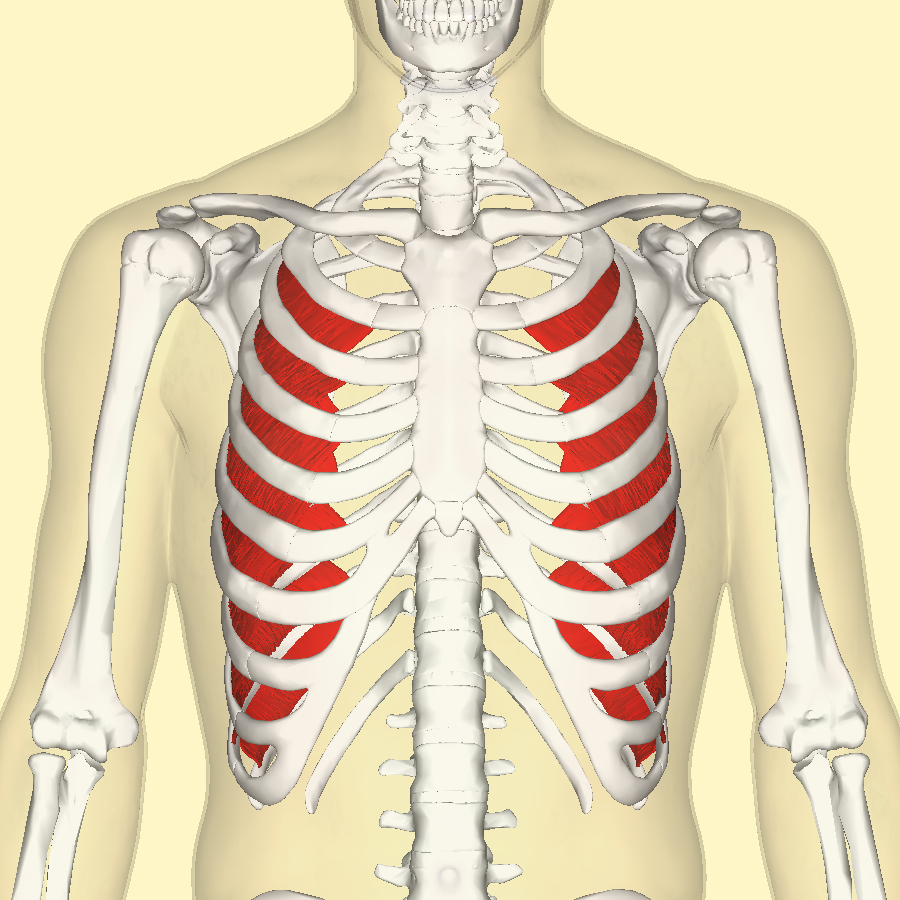
Vue de face
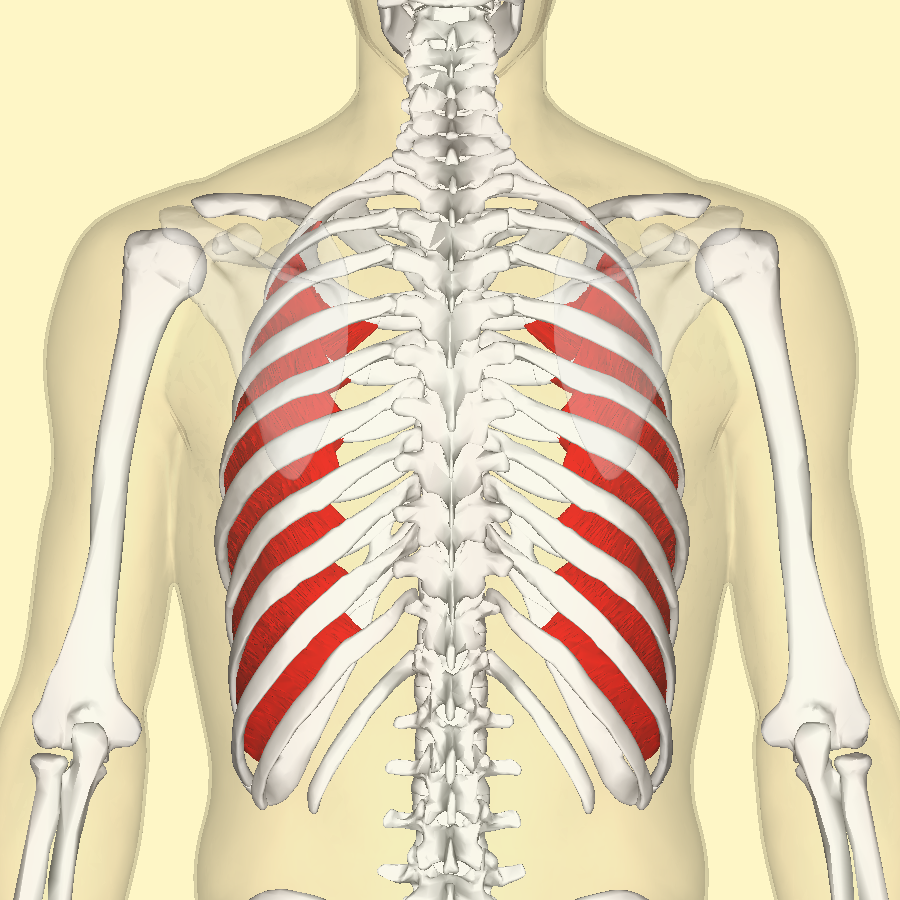
Vue postérieure
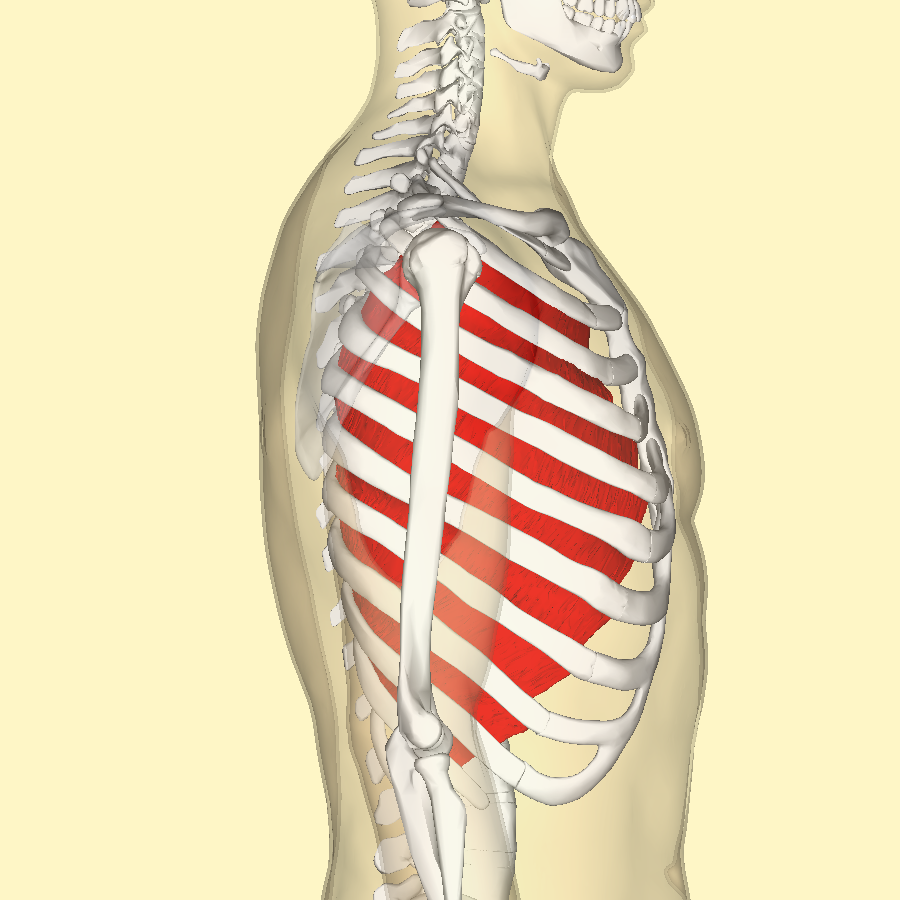
Vue latérale